# Yohan Benalouane
Yohan Benalouane (in arabo يوهان بن علوان‎?; Bagnols-sur-Cèze, 28 marzo 1987) è un ex calciatore francese naturalizzato tunisino, di ruolo difensore.

## Caratteristiche tecniche
Può giocare sia come difensore centrale che come terzino destro. Forte fisicamente, aggressivo, bravo nel gioco aereo e abile coi piedi. Soprannominato "L'indomito" a dimostrazione della sua spiccata caratteristica di spinta senza paura.

## Carriera

### Club

#### Saint-Étienne
Cresciuto nelle giovanili del Saint-Étienne, dalla stagione 2007-2008 viene aggregato alla prima squadra con la quale esordisce il 12 gennaio 2008 nella sconfitta per 2 a 0 contro il Valenciennes, Yohan gioca gli interi 90 minuti della gara. Conclude la sua prima stagione da professionista con 6 presenze totali in Ligue 1.
La stagione successiva diventa titolare dei Verts, esordendo in Coppa UEFA il 2 ottobre 2008 nella vittoria per 2 a 1 contro l'Hapoel Tel Aviv. Il primo gol da professionista lo segna in Coppa UEFA contro il Werder Brema il 18 marzo 2009, solamente 4 giorni dopo si replica, questa volta in Ligue 1, contro il Lorient. Termina la stagione con 40 gare totali tra Campionato, Coppe nazionali ed europee.
L'anno seguente gioca altre 33 gare tra Ligue 1 e Coppe nazionali mettendo a segno un altro gol il 3 aprile 2010 nella vittoria per 2 a 0 contro il Le Mans.

#### Cesena e Parma
Il 31 agosto 2010 si trasferisce a titolo definitivo per 1,1 milioni di euro nella Serie A italiana per giocare nelle file del Cesena. Esordisce in A il 2 ottobre seguente, giocando da titolare la partita persa per 2 a 0 contro l'Udinese. La sua prima stagione lo vede schierato in campo in 16 occasioni tra Serie A e Coppa Italia.
Il suo primo gol con la maglia bianconera lo realizza invece il 30 novembre 2011 nella gara, valida come Quarto turno della Coppa Italia 2011-2012, vinta per 3 a 0 contro il Gubbio, realizzando il gol del momentaneo 2-0.
Il 20 agosto 2012 si trasferisce al Parma con la formula del prestito con diritto di riscatto della metà del cartellino. Esordisce con la maglia crociata il 22 settembre 2012 nella partita casalinga contro la Fiorentina, terminata 1-1. La sua seconda apparizione ha luogo il 7 ottobre 2012 nella partita persa per 2-0 con il Catania, partita nella quale viene anche espulso per somma di ammonizioni. Segna il suo primo gol con la maglia del Parma (il primo anche in Serie A) il 30 marzo 2013 nel match vinto 3-0 in casa contro il Pescara. Il 20 giugno 2013, dopo 22 partite e 1 gol tra Campionato e Coppa Italia, il Parma riscatta la metà del cartellino del calciatore dal Cesena per 650.000 euro.

#### Atalanta
Nelle file del Parma trova poco spazio e il 3 gennaio 2014, dopo solamente 5 presenze totali nella prima parte della stagione 2013-2014, si trasferisce all'Atalanta con la formula del prestito con diritto di riscatto della metà del cartellino in possesso del Parma. Esordisce con i bergamaschi il 6 gennaio 2014 allo Stadio Giuseppe Meazza contro il Milan, nella partita persa 3-0. Con l'Atalanta gioca con più continuità, infatti in metà stagione viene schierato in campo in 18 occasioni tra Serie A e Coppa Italia.
L'8 luglio 2014 viene acquistato l'intero cartellino del calciatore dall'Atalanta; il 7 dicembre 2014 segna il suo primo gol con la maglia della squadra bergamasca, nella partita vinta per 3-2 contro il Cesena. Termina la sua seconda stagione in Lombardia con 27 presenze e 1 gol in A e 2 gare di Coppa Italia.

#### Leicester City ed il prestito alla Fiorentina
Il 2 agosto 2015 si trasferisce a titolo definitivo in Inghilterra, firmando per il Leicester City, squadra di Premier League. Compie il suo debutto in Premier League il successivo 8 agosto, quando gioca gli ultimi 15 minuti della partita vinta per 4-2 contro il Sunderland. In campionato nelle prime 19 giornate gioca solamente in 4 occasioni, tutte da subentrante, per un totale di 64 minuti effettivi, invece è utilizzato in tutti e 3 i match di coppa di lega per le intere durate delle gare.
Il 1º febbraio 2016 si trasferisce in prestito alla Fiorentina per 300.000 euro, con diritto di riscatto fissato a 6 milioni di euro. In sei mesi non scende mai in campo con la viola. Il 7 maggio è presente al King Power Stadium per la festa del Leicester, vincitore del titolo inglese, di cui però il giocatore non si può fregiare non avendo raggiunto le cinque presenze, soglia minima convenzionalmente richiesta per l'attribuzione del titolo.
Rientrato al Leicester, è escluso dalla rosa per la stagione 2016-2017. Nel gennaio 2017 è reintegrato in rosa dopo le partenze di Luis Hernández e Jeffrey Schlupp. Torna in campo l'8 febbraio 2017 nel replay del quarto turno di FA Cup contro il Derby County, vinto per 3-1. Nonostante le poche presenze stagionali, debutta da titolare in UEFA Champions League in occasione dei quarti di finale contro l'Atlético Madrid, giocando sia nella gara persa in trasferta per 1-0 dell'andata (per l'infortunio di Wes Morgan) che nella gara di ritorno pareggiata in casa per 1-1 (per la squalifica di Robert Huth). Nel 2017-2018 scende in campo in sole 5 occasioni in tutta la stagione.

#### Nottingham Forest
Dopo aver cominciato l'annata 2018-2019 nelle file del Leicester senza mai scendere in campo, il 18 gennaio 2019 firma un contratto di un anno e mezzo con il Nottingham Forest, squadra della seconda divisione inglese. Ha fatto il suo debutto con i Reds il giorno successivo, giocando tutti i 90 minuti della sconfitta interna per 0-1 contro il Bristol City.

#### Arīs Salonicco
Il 5 ottobre 2020 risolve il proprio contratto con la squadra inglese e, nella stessa giornata, viene ufficializzato il suo arrivo all'Arīs Salonicco. Con il club greco raccoglie 27 presenze complessivamente in due stagioni, rimanendo svincolato alla scadenza del suo contratto il 30 giugno 2022.

#### Novara FC
Il 14 luglio 2022 fa ritorno in Italia, firmando un accordo annuale più opzione per un'altra stagione con il Novara, neo promosso in Serie C. Il 17 luglio 2023 risolve il contratto con la società piemontese, chiudendo la sua esperienza con 26 presenza ed una rete in tutte le competizioni.

### Nazionale
Il 7 ottobre 2008 viene convocato per la prima volta dalla nazionale Under-21 francese per prendere parte alle gare valide per le qualificazioni ad Euro 2009 del 10 e 14 ottobre seguente contro la Germania; Benalouane esordisce nella seconda gara, persa per 1 a 0, subentrando al 21' minuto al posto dell'infortunato Younes Kaboul.
Nel settembre 2010 viene convocato dalla nazionale maggiore tunisina per prendere parte alle gare di qualificazioni alla Coppa d'Africa 2012 senza però scendere mai in campo.
Riceve un'altra convocazione nel 2013 che però non accetta.
Nel 2018 tornerà sui propri passi accettando la chiamata della selezione africana con cui debutta il 23 marzo contro l'Iran in amichevole. Lo stesso anno verrà convocato per il Mondiale in Russia, in cui giocherà solo la sfida persa per 5-2 contro il Belgio (rilevando al 41º l'infortunato Syam Ben Youssef) in cui è protagonista in negativo della gara.

## Statistiche

### Presenze e reti nei club
Statistiche aggiornate al 16 maggio 2023.
| Stagione                 | Squadra                  | Campionato               | Campionato | Campionato | Coppe nazionali | Coppe nazionali | Coppe nazionali | Coppe continentali | Coppe continentali | Coppe continentali | Altre coppe | Altre coppe | Altre coppe | Totale | Totale |
| Stagione                 | Squadra                  | Comp                     | Pres       | Reti       | Comp            | Pres            | Reti            | Comp               | Pres               | Reti               | Comp        | Pres        | Reti        | Pres   | Reti   |
| ------------------------ | ------------------------ | ------------------------ | ---------- | ---------- | --------------- | --------------- | --------------- | ------------------ | ------------------ | ------------------ | ----------- | ----------- | ----------- | ------ | ------ |
| 2007-2008                | Saint-Étienne            | L1                       | 6          | 0          | CF+CdL          | 0+0             | 0               | -                  | -                  | -                  | -           | -           | -           | 6      | 0      |
| 2008-2009                | Saint-Étienne            | L1                       | 29         | 1          | CF+CdL          | 1+1             | 0               | CU                 | 9                  | 1                  | -           | -           | -           | 40     | 2      |
| 2009-2010                | Saint-Étienne            | L1                       | 29         | 1          | CF+CdL          | 3+1             | 0               | -                  | -                  | -                  | -           | -           | -           | 33     | 1      |
| ago. 2010                | Saint-Étienne            | L1                       | 1          | 0          | CF+CdL          | 0+0             | 0               | -                  | -                  | -                  | -           | -           | -           | 1      | 0      |
| Totale Saint'Étienne     | Totale Saint'Étienne     | Totale Saint'Étienne     | 65         | 2          |                 | 6               | 0               |                    | 9                  | 1                  |             | -           | -           | 80     | 3      |
| 2010-2011                | Cesena                   | A                        | 15         | 0          | CI              | 1               | 0               | -                  | -                  | -                  | -           | -           | -           | 16     | 0      |
| 2011-2012                | Cesena                   | A                        | 11         | 0          | CI              | 3               | 1               | -                  | -                  | -                  | -           | -           | -           | 14     | 1      |
| ago. 2012                | Cesena                   | B                        | 0          | 0          | CI              | 2               | 0               | -                  | -                  | -                  | -           | -           | -           | 2      | 0      |
| Totale Cesena            | Totale Cesena            | Totale Cesena            | 26         | 0          |                 | 6               | 1               |                    | -                  | -                  |             | -           | -           | 32     | 1      |
| 2012-2013                | Parma                    | A                        | 21         | 1          | CI              | 1               | 0               | -                  | -                  | -                  | -           | -           | -           | 22     | 1      |
| 2013-gen. 2014           | Parma                    | A                        | 4          | 0          | CI              | 1               | 0               | -                  | -                  | -                  | -           | -           | -           | 5      | 0      |
| Totale Parma             | Totale Parma             | Totale Parma             | 25         | 1          |                 | 2               | 0               |                    | -                  | -                  |             | -           | -           | 27     | 1      |
| gen.-giu. 2014           | Atalanta                 | A                        | 17         | 0          | CI              | 1               | 0               | -                  | -                  | -                  | -           | -           | -           | 18     | 0      |
| 2014-2015                | Atalanta                 | A                        | 27         | 1          | CI              | 2               | 0               | -                  | -                  | -                  | -           | -           | -           | 29     | 1      |
| Totale Atalanta          | Totale Atalanta          | Totale Atalanta          | 44         | 1          |                 | 3               | 0               |                    | -                  | -                  |             | -           | -           | 47     | 1      |
| 2015-gen.2016            | Leicester City           | PL                       | 4          | 0          | FACup+CdL       | 2+3             | 0+0             | -                  | -                  | -                  | -           | -           | -           | 9      | 0      |
| gen.-giu. 2016           | Fiorentina               | A                        | 0          | 0          | CI              | -               | -               | UEL                | 0                  | 0                  | -           | -           | -           | 0      | 0      |
| 2016-2017                | Leicester City           | PL                       | 11         | 0          | FACup+CdL       | 2+3             | 0               | UCL                | 2                  | 0                  | SI          | 0           | 0           | 18     | 0      |
| 2017-2018                | Leicester City           | PL                       | 1          | 0          | FACup+CdL       | 3+1             | 0               | -                  | -                  | -                  | -           | -           | -           | 5      | 0      |
| 2018-gen.2019            | Leicester City           | PL                       | 0          | 0          | FACup+CdL       | 0               | 0               | -                  | -                  | -                  | -           | -           | -           | 0      | 0      |
| Totale Leicester City    | Totale Leicester City    | Totale Leicester City    | 16         | 0          |                 | 14              | 0               |                    | 2                  | 0                  |             | -           | -           | 30     | 0      |
| gen.-giu. 2019           | Nottingham Forest        | FLC                      | 14         | 1          | FACup+CdL       | 0               | 0               | -                  | -                  | -                  | -           | -           | -           | 14     | 1      |
| 2019-2020                | Nottingham Forest        | FLC                      | 1          | 0          | FACup+CdL       | 1+0             | 0               | -                  | -                  | -                  | -           | -           | -           | 2      | 0      |
| Totale Nottingham Forest | Totale Nottingham Forest | Totale Nottingham Forest | 15         | 1          |                 | 1               | 0               |                    | 0                  | 0                  |             | -           | -           | 16     | 1      |
| 2020-2021                | Arīs Salonicco           | SL                       | 14+2       | 0          | CG              | 2               | 0               | UEL                | 0                  | 0                  | -           | -           | -           | 18     | 0      |
| 2021-2022                | Arīs Salonicco           | SL                       | 3+3        | 0          | CG              | 1               | 0               | UECL               | 2                  | 0                  | -           | -           | -           | 9      | 0      |
| Totale Aris Salonicco    | Totale Aris Salonicco    | Totale Aris Salonicco    | 22         | 0          |                 | 3               | 0               |                    | 2                  | 0                  |             | -           | -           | 27     | 0      |
| 2022-2023                | Novara                   | C                        | 24+1       | 2          | CI-C            | 1               | 0               | -                  | -                  | -                  | -           | -           | -           | 26     | 2      |
| Totale carriera          | Totale carriera          | Totale carriera          | 237        | 7          |                 | 37              | 1               |                    | 13                 | 1                  |             | -           | -           | 286    | 9      |

### Cronologia delle presenze e reti in nazionale

#### Francia Under-21
| Cronologia completa delle presenze e delle reti in nazionale ― Francia under 21 | Cronologia completa delle presenze e delle reti in nazionale ― Francia under 21 | Cronologia completa delle presenze e delle reti in nazionale ― Francia under 21 | Cronologia completa delle presenze e delle reti in nazionale ― Francia under 21 | Cronologia completa delle presenze e delle reti in nazionale ― Francia under 21 | Cronologia completa delle presenze e delle reti in nazionale ― Francia under 21 | Cronologia completa delle presenze e delle reti in nazionale ― Francia under 21 | Cronologia completa delle presenze e delle reti in nazionale ― Francia under 21 |
| Data                                                                            | Città                                                                           | In casa                                                                         | Risultato                                                                       | Ospiti                                                                          | Competizione                                                                    | Reti                                                                            | Note                                                                            |
| ------------------------------------------------------------------------------- | ------------------------------------------------------------------------------- | ------------------------------------------------------------------------------- | ------------------------------------------------------------------------------- | ------------------------------------------------------------------------------- | ------------------------------------------------------------------------------- | ------------------------------------------------------------------------------- | ------------------------------------------------------------------------------- |
| 14-10-2008                                                                      | Longeville-lès-Metz                                                             | Francia under 21                                                                | 0 – 1                                                                           | Germania under 21                                                               | Qual. Europeo Under-21 2009                                                     | -                                                                               | 21’ 84’                                                                         |
| Totale                                                                          |                                                                                 | Presenze                                                                        | 1                                                                               |                                                                                 | Reti                                                                            | 0                                                                               |                                                                                 |

#### Tunisia
| Cronologia completa delle presenze e delle reti in nazionale ― Tunisia | Cronologia completa delle presenze e delle reti in nazionale ― Tunisia | Cronologia completa delle presenze e delle reti in nazionale ― Tunisia | Cronologia completa delle presenze e delle reti in nazionale ― Tunisia | Cronologia completa delle presenze e delle reti in nazionale ― Tunisia | Cronologia completa delle presenze e delle reti in nazionale ― Tunisia | Cronologia completa delle presenze e delle reti in nazionale ― Tunisia | Cronologia completa delle presenze e delle reti in nazionale ― Tunisia |
| Data                                                                   | Città                                                                  | In casa                                                                | Risultato                                                              | Ospiti                                                                 | Competizione                                                           | Reti                                                                   | Note                                                                   |
| ---------------------------------------------------------------------- | ---------------------------------------------------------------------- | ---------------------------------------------------------------------- | ---------------------------------------------------------------------- | ---------------------------------------------------------------------- | ---------------------------------------------------------------------- | ---------------------------------------------------------------------- | ---------------------------------------------------------------------- |
| 23-3-2018                                                              | Rades                                                                  | Tunisia                                                                | 1 – 0                                                                  | Iran                                                                   | Amichevole                                                             | -                                                                      |                                                                        |
| 27-3-2018                                                              | Nizza                                                                  | Tunisia                                                                | 1 – 0                                                                  | Costa Rica                                                             | Amichevole                                                             | -                                                                      | 90’                                                                    |
| 28-5-2018                                                              | Braga                                                                  | Portogallo                                                             | 2 – 2                                                                  | Tunisia                                                                | Amichevole                                                             | -                                                                      |                                                                        |
| 9-6-2018                                                               | Krasnodar                                                              | Spagna                                                                 | 1 – 0                                                                  | Tunisia                                                                | Amichevole                                                             | -                                                                      | 78’                                                                    |
| 23-6-2018                                                              | Mosca                                                                  | Belgio                                                                 | 5 – 2                                                                  | Tunisia                                                                | Mondiali 2018 - 1º turno                                               | -                                                                      | 41’                                                                    |
| Totale                                                                 |                                                                        | Presenze                                                               | 5                                                                      |                                                                        | Reti                                                                   | 0                                                                      |                                                                        |